# Ereveld Cairns

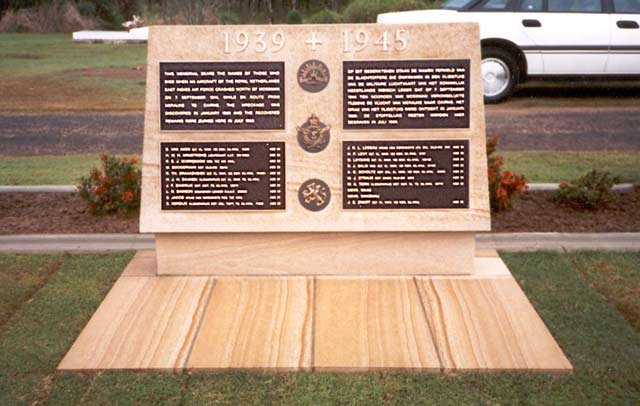
Het verzamelgraf

Ereveld Cairns is een verzamelgraf op de begraafplaats Cairns War Cemetery bij de stad Cairns in Australië.
Het verzamelgraf met Nederlandse oorlogsslachtoffers bevindt zich in vak A, rij E, graf 1.
Op 7 september 1944 verongelukte een vliegtuig van de Nederlandse luchtmacht tijdens een vlucht van Merauke naar Cairns. Hierbij kwamen alle achttien Nederlandse soldaten om het leven. Het wrak van het vliegtuig werd pas in 1989 gevonden. De stoffelijke resten van de slachtoffers werden op 28 juli 1989 begraven op het Australische ereveld. Alle achttien soldaten liggen in een verzamelgraf.